# Test de Sargan
Le test de Sargan ou test de Sargan-Hansen est un test statistique permettant de tester une hypothèse de suridentification dans un modèle statistique. Il est aussi connu sous le nom de test de Hansen ou test J. Le test de Sargan est construit sur l'hypothèse que le terme d'erreur ne doit pas être corrélé avec l'ensemble des variables exogènes si les instruments sont valides.